# تپه گورستان (داخرجین)
تپه قبرستان (داخرجین) مربوط به دوران‌های تاریخی پس از اسلام است و در شهرستان بو ئین زهرا، روستای داخرجین واقع شده و این اثر در تاریخ ۱۰ مهر ۱۳۸۰ با شمارهٔ ثبت ۴۱۱۷ به‌عنوان یکی از آثار ملی ایران به ثبت رسیده است.